# Kisjowci
Kisjowci (bułg. Кисьовци) – wieś w Bułgarii, w obwodzie Wielkie Tyrnowo, w gminie Wielkie Tyrnowo. W 2024 roku liczyła 6 mieszkańców.